# 艾蒂安-朱尔·马雷
艾蒂安-朱尔·马雷（Étienne-Jules Marey，法語發音：[etjɛn ʒyl maʁɛ]；1830年3月5日—1904年3月21日），法国科学家。他在心脏内科、医疗仪器、航空、连续摄影等方面的工作卓有成效。他被广泛认为是摄影先驱之一和对电影史有重大影响的人。

## 生平

### 飞行研究和航空器
起初，马雷研究的是血液在体内的运动方式。后来，他转为分析心脏搏动、呼吸、肌肉和身体运动。为了辅助他的研究，他发明了很多精确测量的仪器。比如，他成功地设计了脉搏记录仪来测量脉搏，并销售良好。
1860年代，他开始对空气运动着迷，开始研究一些的飞行动物，开始是昆虫，后来是鸟。他的目标是研究翅膀在空气的影响下如何使物体开始运动。1869年，他建造了一个十分精巧的人造昆虫来展示昆虫如何飞行并演示它的翅膀运动是呈现数字8的形状。

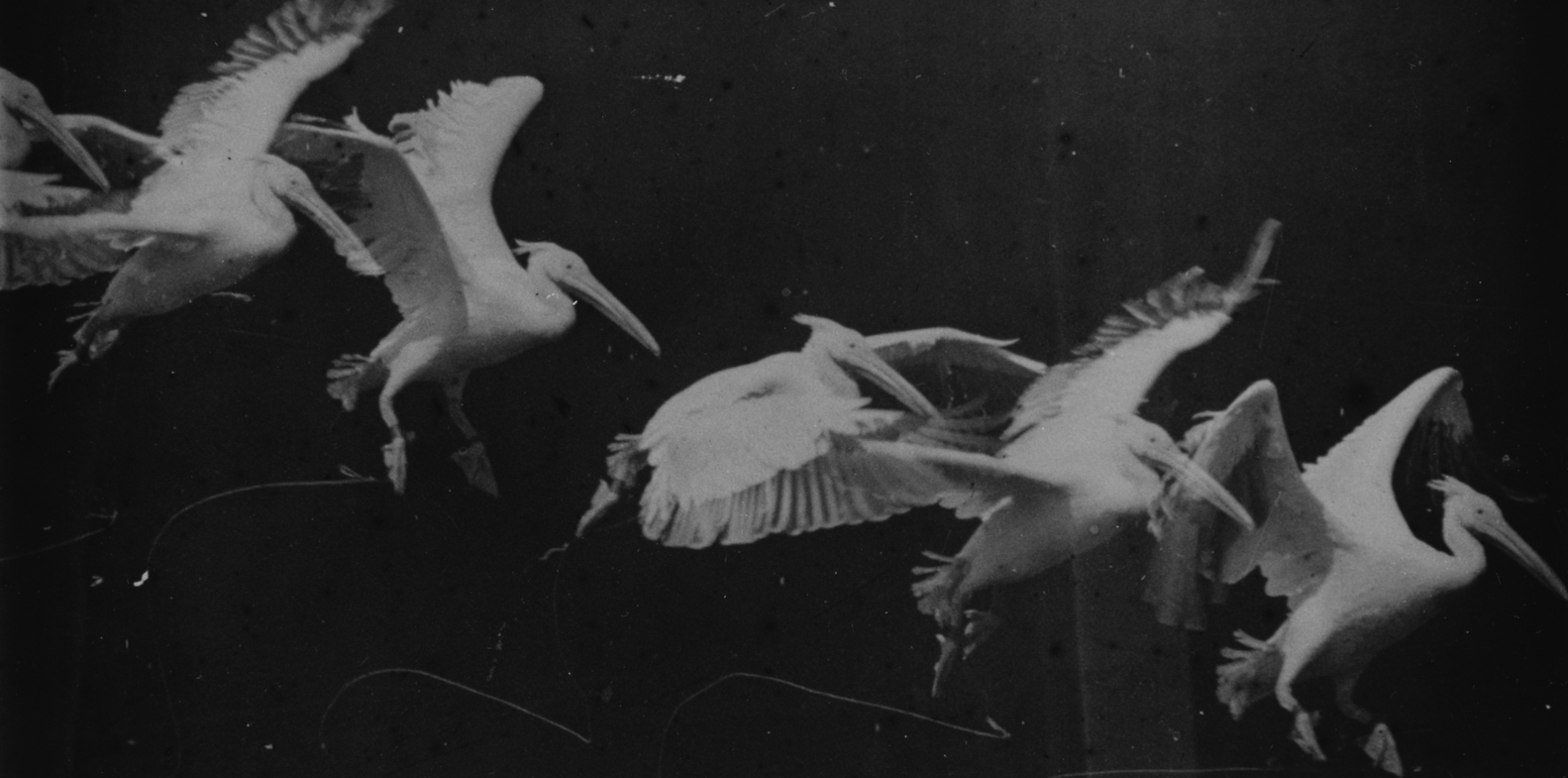
1882年左右，马雷拍摄的飞翔的鹈鹕。他发明了一种在一张照片上记录运动的几个阶段的方式。

当时法国的航空正处于发展阶段，研究和制造了大量的航空器，包括飞船、扑翼机、直升机和热气球等。马雷对这个领域并不陌生。1874年他还担任了航空协会副主席。马雷和他的朋友维克托·塔蒂（Victor Tatin），准备制造一个航空器，他们的目标不是热气球或模仿昆虫或者鸟的机器，而是一个真正的飞机。1879年，塔蒂完成了他们的目标。马雷设计的设备是最早期的飞机之一，根据记录每秒飞行8米。
1890年，他出版一本专著——（鸟的飞行），里面配有详细的照片，插图和图表。他还创作了精美的不同种类飞翔的鸟的雕塑。

### 马雷摄影枪和电影
马雷也研究其他的动物，他于1873年出版了（动物结构）。英国摄影师埃德沃德·迈布里奇在美国帕罗奥图完成了他的摄影研究，证实马雷关于马在奔跑时有短暂的瞬间四蹄都离地的观点是正确的。迈布里奇于1879年发表了他的照片并引起公众的一些注意。
马雷希望将解剖学和生理学结合起来。他比较了同一物种解剖、骨骼、关节和肌肉的图像。他制作了一系列图画来展示一匹马的奔跑，先是肌肉，然后是骨骼。

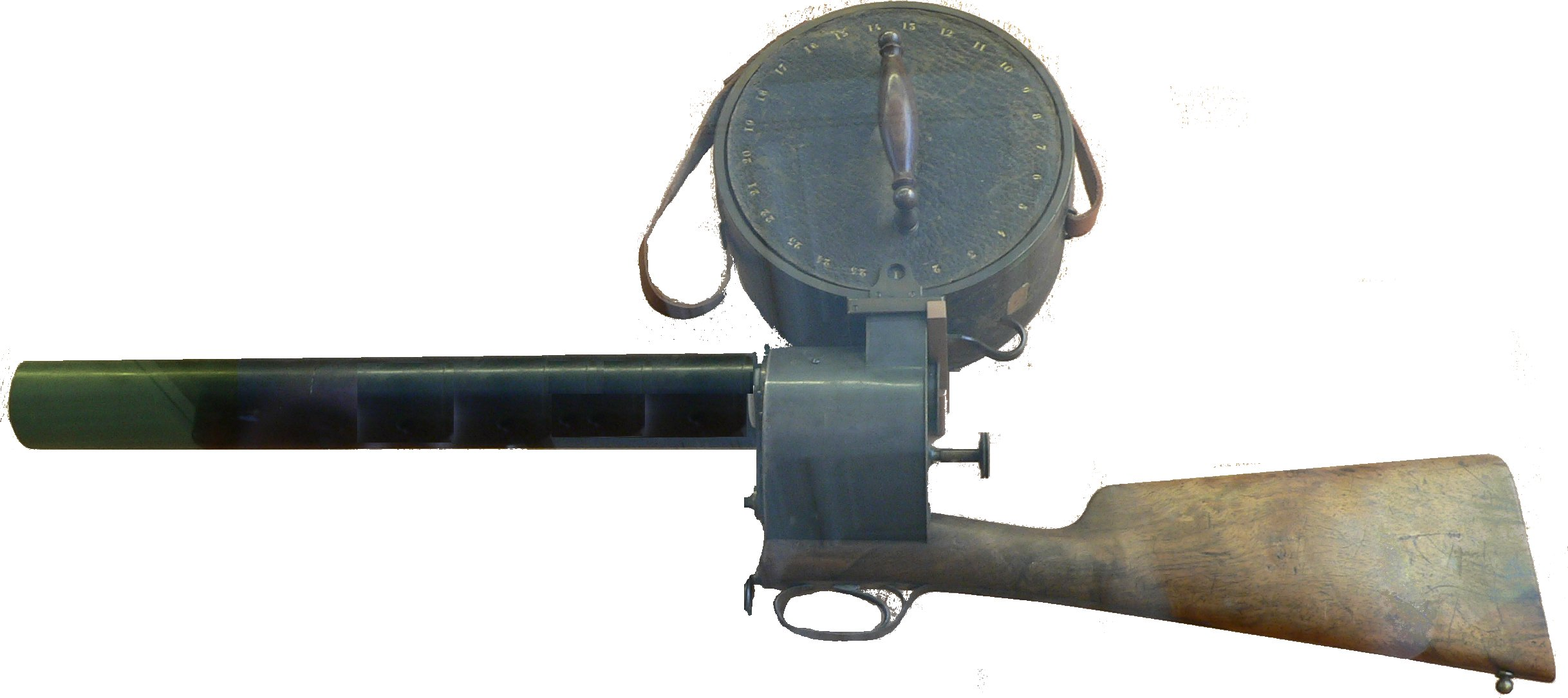
马雷摄影枪

1882年，马雷研制了连续摄影枪，一秒能拍12张连续的照片，最有意思的是所有的图像记录在同一张照片上。通过这些照片，他研究马、鸟、羊、猴子、大象、鱼、微生物、软体动物、昆虫、爬虫等等。马雷还提出猫着地时总是脚落地，鸡和狗相似度很高。他还研究人类运动。1894年，他出版了另一本专著（运动）。
马雷还制作电影。它们以每秒60帧的速度拍摄，图像质量非常好。他关于如何拍摄和播放移动图像的研究推动了正在萌芽状态的摄影术发展。
在他晚年的时候，他又回到完全抽象的运动的研究，如落下的球。他最后的研究成果是观测和拍摄烟的轨迹。这项研究的部分资金由塞缪尔·兰利提供，史密森尼学会赞助，两人在1900年巴黎世界博覽會见面后开始这项工作。1901年，他已经制作出一台有58条烟道的机器，成为最早的空气动力学风洞之一。